# Paul Bénichou
Paul Bénichou (* 19. September 1908 in Tlemcen; † 14. Mai 2001 in Paris) war ein französischer Romanist und Literaturhistoriker, der sich vor allem mit französischer Literatur der Romantik befasste.

## Leben und Werk
Bénichou entstammte einer Familie algerischer Sephardim. Er wuchs mit Liedern auf Ladino (Judäo-Spanisch) auf und lernte in der Schule Arabisch. Als Schüler am Lycée von Oran gewann er den Concours général für die Übersetzung ins Lateinische; nach dem Baccalauréat (1924) ging er nach Paris, besuchte das Lycée Louis-le-Grand in der Vorbereitungsklasse zur Ecole normale supérieure, wo er ab 1926 bis 1930 studierte; 1930 bestand er die Agrégation und war dann Gymnasiallehrer.
Zu Beginn des Zweiten Weltkrieges diente er als Soldat. Nach der französischen Kapitulation wurde er aufgrund des antisemitischen Dekrets des Vichy-Regimes im Oktober 1940 aus dem Staatsdienst entlassen. Nach einer prekären Existenz mit seiner Familie in Lyon floh er vor der deutschen Judenvernichtung 1942 nach Argentinien und unterrichtete in Buenos Aires am Institut français (dessen Leiter Roger Caillois war). Er schloss Freundschaft mit Jorge Luis Borges. 1949 kehrte er nach Paris zurück und unterrichtete bis 1958 am Pariser Lycée Condorcet. Da das Manuskript seines berühmtesten Buches (Morales du grand siècle) 1946 von einem Professor der Sorbonne als Thèse d’État abgelehnt worden war, blieb ihm eine Universitätskarriere in Frankreich verschlossen.
Stattdessen lehrte er mit überwältigendem Erfolg von 1959 bis 1979 jährlich ein Semester als Professor in der Abteilung für romanische Sprachen und Literaturen an der Harvard University. Die andere Jahreshälfte verbrachte er jeweils in Paris zum Literaturstudium in der Bibliothèque nationale de France. 1976 wurde er in die American Academy of Arts and Sciences aufgenommen. Das französische Kulturministerium ernannte ihn 1995 zum Kommandeur des Ordre des Arts et des Lettres.
Paul Bénichou war ab 1929 verheiratet mit Gina Labin-Bénichou. Er war der Vater der Hispanistin und Übersetzerin Sylvia Roubaud-Bénichou (1935–2025) sowie Schwiegervater des Schriftstellers und Mathematikers Jacques Roubaud.

## Werke
- (Hrsg.) Romancero judeo-español de Marruecos, Buenos Aires 1946, Madrid 1968
- Morales du grand siècle, Paris 1948, 1967, 1988, 1997 (englisch: Man and Ethics. Studies in French Classicism, Garden City, N.Y. 1971; italienisch: Morali del Grand Siècle, Bologna 1990; spanisch: Imágenes del hombre en el clasicismo francés, Mexiko 1984)
- L'Écrivain et ses travaux, Paris 1967, 1993
- Creación poética en el romancero tradicional, Madrid 1968
- Nerval et la chanson folklorique, Paris 1970
- Le Sacre de l'écrivain, 1750-1830. Essai sur l'avènement d'un pouvoir spirituel laïque dans la France moderne, Paris 1973, 4. Auflage 1996 (spanisch: La coronación del escritor, México 1981; italienisch: La consacrazione dello scritore, Bologna 1993; englisch: The Consecration of the Writer, Lincoln, Neb./London 1999)
- Le temps des prophètes, Paris 1977 (italienisch: Il tempo dei profeti, Bologna 1997)
- Les mages romantiques, Paris 1988
- L’école du désenchantement. Sainte-Beuve, Nodier, Musset, Nerval, Gautier, Paris 1992
- Selon Mallarmé, Paris 1995
- Variétés critiques. De Corneille à Borges, Paris 1996
- Romantismes français, 2 Bde., Paris 2004 (Neuauflage der Bücher von 1973, 1977, 1988 und 1992)

## Interviews
- Littérature et critique: Paul Bénichou. Entretien avec Tzvetan Todorov. In: Le Débat 31, September 1984, S. 53–81; auch in: T. Todorov, Critique de la critique. Un Roman d'apprentissage, Paris 1984, S. 143–77, englisch in: T. Todorov, Literature and Its Theorists. A Personal View of Twentieth-Century Criticism.
- Parcours de l'écrivain. Entretien avec Paul Bénichou. In: Le Débat 54, März–April 1989, S. 24–32; auch in: Mélanges sur l'oeuvre de Paul Bénichou, 1995, S. 191–206.
- Paul Bénichou. Du grand siècle au romantisme. In: Magazine littéraire 301, Juli–August 1992, S. 98–104.
- L'École du désenchantement. Entretien avec Paul Bénichou. In: Esprit 192, Juni 1993, S. 134–42.
- Paul Bénichou, le Champollion de Mallarmé. In: Le Nouvel Observateur 23. Februar 1995, S. 82–84.
- Paul Bénichou. Sens et obscurité selon Mallarmé. In: Magazine littéraire 368, September 1998, S. 56–60.